# Jennifer Warling
Jennifer Warling, nota anche come Jenny Warling (Lussemburgo, 25 marzo 1995), è un karateka lussemburghese, specializzata nel kumite, campionessa europea a Guadalajara 2019 nei -55 chilogrammi.

## Biografia
Ha rappresentato il Lussemburgo ai Giochi europei di Minsk 2019, vincendo la medaglia di bronzo argento nel torneo dei -55 chilogrammi.

## Palmarès
- Europei

Tampere 2014: argento nei -55 kg.;
Istanbul 2015: bronzo nei -55 kg.;
Guadalajara 2019 oro nei -55 kg.;
- Giochi europei

Minsk 2019: bronzo nei -55 kg.;